# استيبان إدوارد توريس
استيبان إدوارد توريس (بالإنجليزية: Esteban Edward Torres)‏ هو دبلوماسي وسياسي أمريكي، ولد في 27 يناير 1930 في ميامي في الولايات المتحدة. حزبياً، نشط في الحزب الديمقراطي.

## مناصب
- في انتخابات مجلس النواب الأمريكي 1990 [الإنجليزية]‏، انتخب عضو مجلس النواب الأمريكي عن دائرة الدائرة الكونغرسية الرابعة والثلاثون لكاليفورنيا [الإنجليزية]‏ وقد انضم خلال فترته النيابية [الإنجليزية]‏ (3 يناير 1991 – 3 يناير 1993) للكتلة البرلمانية الحزب الديمقراطي.
- في انتخابات مجلس النواب الأمريكي 1992 [الإنجليزية]‏، انتخب عضو مجلس النواب الأمريكي عن دائرة الدائرة الكونغرسية الرابعة والثلاثون لكاليفورنيا [الإنجليزية]‏ وقد انضم خلال فترته النيابية [الإنجليزية]‏ (5 يناير 1993 – 3 يناير 1995) للكتلة البرلمانية الحزب الديمقراطي.
- في انتخابات مجلس النواب الأمريكي 1994 [الإنجليزية]‏، انتخب عضو مجلس النواب الأمريكي عن دائرة الدائرة الكونغرسية الرابعة والثلاثون لكاليفورنيا [الإنجليزية]‏ وقد انضم خلال فترته النيابية [الإنجليزية]‏ (4 يناير 1995 – 3 يناير 1997) للكتلة البرلمانية الحزب الديمقراطي.
- في انتخابات مجلس النواب الأمريكي 1996 [الإنجليزية]‏، انتخب عضو مجلس النواب الأمريكي عن دائرة الدائرة الكونغرسية الرابعة والثلاثون لكاليفورنيا [الإنجليزية]‏ وقد انضم خلال فترته النيابية [الإنجليزية]‏ (7 يناير 1997 – 3 يناير 1999) للكتلة البرلمانية الحزب الديمقراطي.
- انتخب مندوب [الإنجليزية]‏ ( – 1984).
- انتخب مندوب [الإنجليزية]‏ (1968 – 1983).
- انتخب المساعد الخاص لرئيس الجمهورية [الإنجليزية]‏ (1979 – 1981).
- انتخب سفير (1977 – 1979).
- انتخب عضو مجلس النواب الأمريكي.